# Walter Schultheiß
Walter Schultheiß (* 25. Mai 1924 in Tübingen) ist ein deutscher Schauspieler, Autor und Maler.

## Leben

### Karriere
Da es nach dem Zweiten Weltkrieg noch keine Schauspielschulen in Stuttgart gab, nahm Schultheiß Einzelunterricht bei einzelnen Schauspiellehrern: Sein Rollenstudium bekam er beim renommierten Staatsschauspieler Kurt Junker in der Stafflenbergstraße. Die Sprecherziehung fand bei Mary Mönch-Lietz in Hedelfingen statt. Stimmbildung war bei Friedrich Oelschläger auf der Gerlinger Höhe. Der dramatische Unterricht fand bei Frau Reinhard in Ludwigsburg statt. Die Bühnenkarriere von Schultheiß begann am Stuttgarter Volkstheater 1947 als Pedro del Vegas in der Operette Maske in Blau. Berühmt wurde er ab 1963 durch seine Straßenkehrer-Sketche beim ehemaligen Süddeutschen Rundfunk, in denen er zusammen mit Werner Veidt 20 Jahre lang jeden Samstag die Radiohörer unterhielt: als Straßenkehrer-Duo Karle und Gottlob (Ich bin der Straßenkehrer Gottlob Friederich; ich kehr’ für Arm und Reich, für Hoch und Niederich). In weiteren Sketchen und Hörspielen war er mit Oscar Heiler, Oscar Müller, Willy Seiler, Georg Thomalla und Willy Reichert zu hören und zu sehen.
Schultheiß war an Fernsehfilmen und Familienserien wie Oh Gott, Herr Pfarrer, Der König von Bärenbach, als frommer Kirchengemeinderat Karl Engstinger in Pfarrerin Lenau und als Weingutbesitzer Der Eugen beteiligt. Auch im hohen Alter stand Schultheiß noch regelmäßig für mehrere Wochen jährlich in der Komödie im Marquardt in Stuttgart auf der Theaterbühne. Im SWR-Tatort aus Stuttgart mit Kommissar Ernst Bienzle spielte er von 2000 bis 2007 die Nebenrolle des oberspießigen Vermieters Rominger. 2009 wirkte er in der schwäbischen Miniserie Laible und Frisch mit.
Im Jahr 2013 wurde Walter Schultheiß mit dem Baden-Württembergischen Ehrenfilmpreis für sein Lebenswerk ausgezeichnet. Vor der Preisverleihung zeigte die Filmschau Baden-Württemberg den Kinofilm Global Player – Wo wir sind isch vorne (Regie: Hannes Stöhr) mit Schultheiß, Christoph Bach, Ulrike Folkerts und Inka Friedrich in den Hauptrollen. Das Festival des deutschen Films in Ludwigshafen präsentierte 2014 den Film im Beisein von Schultheiß zur Eröffnung. 2017 entdeckte das Haus des Dokumentarfilms im Projekt „Daheim in der Fremde“ Walter Schultheiß’ ersten Film Heimat ist Arbeit (1949) neu. Neben der Schauspielerei schreibt Schultheiß humorige Dialoge, Gedichte und Valentinaden.

### Privates
Am 25. Mai 1950 heiratete Schultheiß die Stuttgarter Schauspielerin Trudel Wulle (1925–2021), mit der er immer wieder zusammen in Filmen und auch bei Lesungen auftrat. 1955 kam der gemeinsame Sohn zur Welt. Schultheiß lebt in Wildberg im Nordschwarzwald.
Schultheiß ist mittlerweile 101 Jahre alt und damit seit dem Tod von Herbert Köfer der älteste noch lebende deutsche Schauspieler.

## Filmografie
- 1949: Heimat ist Arbeit[10]
- 1960: Letzte Etage
- 1961: Der Sonntagsausflug
- 1964–1966: Schwäbische Geschichten
  - 1964: Episode 3 – Das Ortsschild
  - 1964: Episode 5 – Die 700-Jahrfeier
  - 1965: Episode 6 – Der Millionär
  - 1965: Episode 7 – Der Hort
  - 1965: Episode 8 – Der Freund
  - 1966: Episode 10 – Das Familienfest
- 1968: Chronik der Familie Nägele (Miniserie)
- 1969: Im Auftrag der schwarzen Front
- 1970: Bärenfang in Hinterwang
- 1971: Komische Geschichten mit Georg Thomalla (Comedy-Serie, 2 Folgen)
- 1971: Eine unwürdige Existenz
- 1975: Des Christoffel von Grimmelshausen abenteuerlicher Simplizissimus
- 1977: Tatort: Himmelblau mit Silberstreifen (Fernsehreihe)
- 1977: Es muß nicht immer Kaviar sein (Fernsehserie, 1 Folge)
- 1978: Schusters Gespenster
- 1979: Das tausendunderste Jahr
- 1979: Kirche zu verkaufen
- 1979: Blauer Himmel den ich nur ahne
- 1980: Schülergeschichten
- 1981/82: Augsburger Puppenkiste – Hippo und der Süßwasserkarl (Stimme von Hippo)
- 1983: Köberle kommt (Miniserie)
- 1983–2016: Weißblaue Geschichten (Fernsehserie, 2 Folgen, verschiedene Rollen)
- 1983: Tatort: Mord ist kein Geschäft
- 1984: Der Sheriff von Linsenbach
- 1984: Augsburger Puppenkiste – Das Tanzbärenmärchen (Stimme von Atta Troll)
- 1985: Die Schwarzwaldklinik (Fernsehserie, 2 Folgen)
- 1986: SOKO München (Fernsehserie, 1 Folge)
- 1986–1990: Der Eugen (Fernsehserie)
- 1988: Oh Gott, Herr Pfarrer (Miniserie)
- 1990: Pfarrerin Lenau (Miniserie)
- 1991: Tassilo – Ein Fall für sich
- 1991: Die glückliche Familie (Fernsehserie, 1 Folge)
- 1992: Der König von Bärenbach
- 1992: Die ungewisse Lage des Paradieses
- 1994: Matchball (Miniserie)
- 1994–1998: Hallo, Onkel Doc! (Fernsehserie, Folge 1–75 als Albert Kampmann)
- 1995: Drei Tage im April
- 1995: Tatort: Bienzle und der Mord im Park
- 1996: Reise nach Weimar
- 2000–2007: Tatort (Fernsehreihe)
  - 2000: Tatort: Bienzle und das Doppelspiel
  - 2001: Tatort: Bienzle und der heimliche Zeuge
  - 2001: Tatort: Bienzle und der Todesschrei
  - 2002: Tatort: Bienzle und der Tag der Rache
  - 2003: Tatort: Bienzle und der Tod im Teig
  - 2004: Tatort: Bienzle und der steinerne Gast
  - 2005: Tatort: Bienzle und der Feuerteufel
  - 2005: Tatort: Bienzle und der Sizilianer
  - 2006: Tatort: Bienzle und der Tod in der Markthalle
  - 2006: Tatort: Bienzle und der Tod im Weinberg
  - 2007: Tatort: Bienzle und die große Liebe
  - 2007: Tatort: Bienzle und sein schwerster Fall
- 2005–2008: Ein Fall für B.A.R.Z. (Fernsehserie)
- 2008: Der Heckenschütze
- 2008–2012: Der Schwarzwaldhof (Fernsehfilm-Reihe)
- 2009–2010: Laible und Frisch (Fernsehserie)
- 2013: Global Player – Wo wir sind isch vorne (Hauptrolle, Kinofilm)[11]
- 2013: SOKO Stuttgart (Fernsehserie, 1 Folge)
- 2017: Laible und Frisch – Da goht Dr. Doig
- 2019: Mordkommission Calw – Schattenkrieger

## Hörspiele
- 1957: Hermann Bahr: Das Konzert, Regie: Fritz Schröder-Jahn (SDR)

## Ehrungen und Auszeichnungen
- 1987: Bundesverdienstkreuz am Bande
- 1992: Friedrich-E.-Vogt-Medaille für Verdienste um die schwäbische Mundart der Reutlinger Mundartgesellschaft an das Ehepaar[12]
- 2003: Verdienstmedaille des Landes Baden-Württemberg
- 2004: Ehrenmitglied des Alten Schauspielhauses Stuttgart „für sein außergewöhnlich großes Engagement und seine regelmäßigen Auftritte in den beiden Theatern Komödie im Marquardt und Altes Schauspielhaus“
- 2013: Baden-Württembergischer Filmpreis (Ehrenfilmpreis)

## Werke
- Die Alten spiel ich gern. Theiß, Stuttgart 1994, ISBN 3-8062-1122-1.
- Diskurs. 5 Szenen zwischen „ihr“ und „ihm“. Deutscher Theaterverlag, Weinheim (Bergstraße) 1988, ISBN 3-7695-0277-9.
- „Sie“ und „Er“. 4 Szenen um „das“ Thema. Deutscher Theaterverlag, Weinheim (Bergstraße) 1988, ISBN 3-7695-0278-7.
- Stille Winkel, stille Plätze, Stilleben. Venezianische Impressionen. (Katalog) Tübingen 1999.